# 西方战线 (第二次世界大战)
第二次世界大战西方战线，是第二次世界大战的欧洲军事战场，同盟国包括丹麦、挪威、卢森堡、比利时、荷兰、英国、法国和美国。意大利战场被认为是一个独立但相关的战区。西线于1944-1945年被美国正式视为欧洲战场，而意大利与北非则一起属于地中海战场。西线的大规模作战行动可分为两个阶段。第一阶段是卢森堡、荷兰、比利时和法国于1940年5月和6月战败后投降，德国和英国之间继续展开空战。第二阶段包括大规模地面战斗，从1944年6月盟军在诺曼底登陆开始，一直持续到1945年5月德国战败。

## 1939年–1940年：轴心国胜利
1939年9月1日，随着德国入侵波兰，第二次世界大战爆发。作为回应，英国和法国于9月3日对德国宣战。

### 假战
假战是指第二次世界大战的早期阶段，特点是在德国入侵波兰和法国战役之前的几个月里，欧洲大陆发生了几次军事行动。尽管欧洲列强已相互宣战，但双方均未承诺发动重大进攻，地面战斗也相对较少。在此期间，英国和法国尽管承诺结盟，但并未向波兰提供大量援助。
法国军队在萨尔地区对德国发动了小规模攻势，即萨尔攻势，但最后停止前进并撤回。当大部分德国陆军正在与波兰作战时，一支规模小得多的德国军队守卫着齐格菲防线，这是德国沿着法国边境的防御线。在边境另一侧的马其诺防线，法国军队与德军对峙，而英国远征军和法国陆军的其他部队则沿着比利时边境建立了防御线。期间仅仅发生了一些小规模的局部冲突。英国皇家空军向德国投掷宣传传单，第一批加拿大军队登陆英国，而西欧则在长达七个月的时间里陷入了“奇怪的平静”之中。
因为急于重新武装，英国和法国在敌对行动爆发时都开始从美国购买大量武器，以补充生产。非交战国美国通过折扣销售军事装备和物资为西方盟国做出了贡献。德国阻止盟军跨大西洋海上贸易的努力引发了大西洋海战(1939年—1945年) 。

### 威悉演習行動
1940年4月，虽然西线仍保持平静，但西方盟国与德国之间的战斗随着挪威战役而正式开始，当时德军发起了入侵丹麦和挪威的威悉演习行动，德国占领了丹麦和挪威。盟军一直在计划进行两栖登陆，以便包围德国，切断来自瑞典的原材料供应。然而，当盟军在德国入侵后于挪威反登陆时，德国击退了盟军并击败了挪威武装部队，将后者驱逐出境。尽管如此，纳粹德国海军在夺取整个挪威所需的两个月战斗中也遭受了非常惨重的损失。

### 卢森堡、荷兰、比利时和法国战役

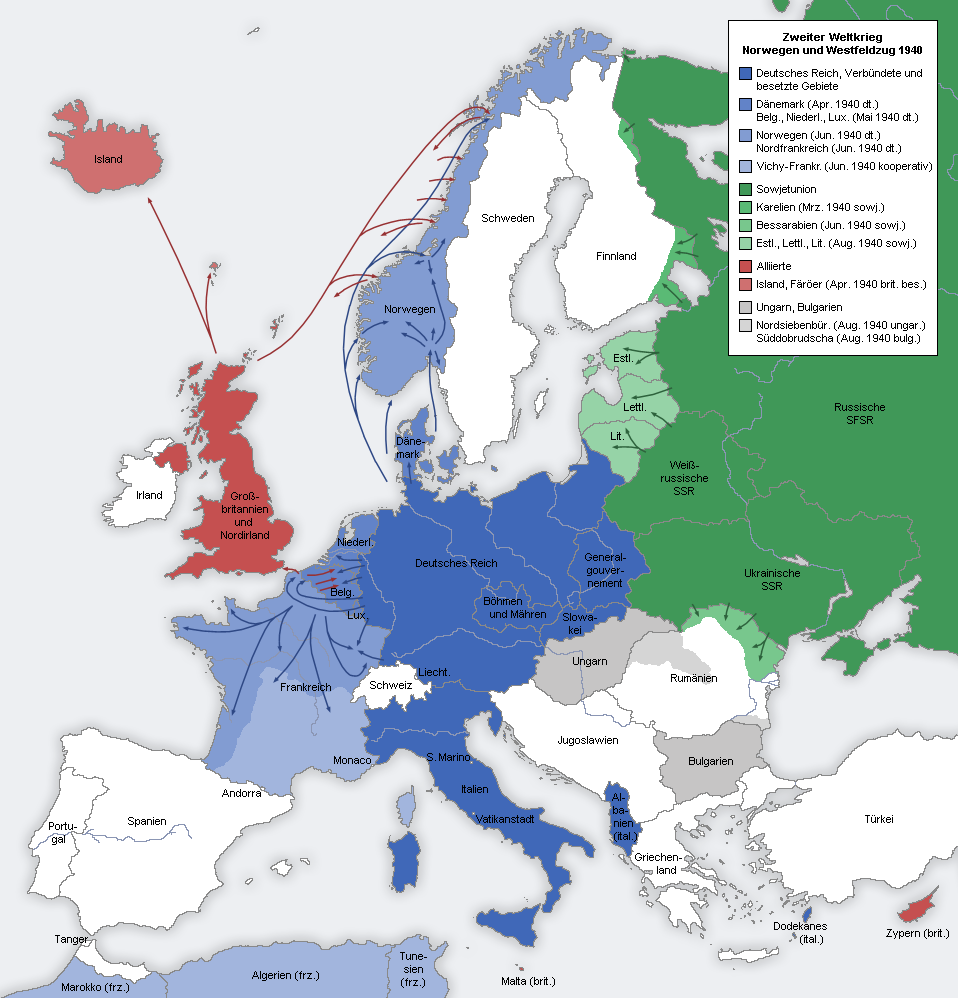
1940年的歐洲戰事正酣，德國佔領了捷克、波蘭西部、丹麥、挪威、荷蘭、比利時、盧森堡和法國北部；蘇聯佔領了波蘭東部、波罗的海三国、芬蘭的卡累利阿等地及羅馬尼亞的比薩拉比亞和北布科維納；英國佔領了冰島和法羅群島等地；義大利則佔領了阿爾巴尼亞和非洲的埃塞俄比亞；匈牙利佔領斯洛伐克高地地區和外喀爾巴阡地區以及羅馬尼亞的北特蘭西瓦尼亞；保加利亞獲得羅馬尼亞的南多布羅加地區，歐洲局勢波詭雲譎，瞬息萬變。

德军势如破竹，在6月下旬打败了法国，令英国孤军作战

1940年5月，德军发动法国战役。西方盟军（主要是法国、比利时和英国陆军）很快在“闪电战”的猛攻下崩溃。德军在色当突破后，英国远征军以及法国和比利时最精锐的军队被困在佛兰德斯。比利时和荷兰军队使用伞兵并且集中火力，于几天后投降。卢森堡在第一天就落败投降。
大多数英军和法军在敦刻尔克逃脱。这是由于天气恶劣、德军进攻步伐变缓以及为这次任务集结的英国民用船只数量惊人等综合因素造成的。6月4日敦刻尔克战役结束后，德军开始对剩余的法军发起“秋季腐烂”攻势。随着大部分法国军队被摧毁或被俘，德军很快突破了法国防线，于6月14日占领巴黎。随着法国沦陷，英国开始从法国战略性地撤出所有剩余的英国军队。
随着战争即将结束，意大利也向英国和法国宣战，但进展甚微。随着局势变得严峻，法国总理菲利普·贝当于1940年6月22日签署了第二次贡比涅停战协定，条款于6月25日生效。停战条款要求德国占领法国北部，并将阿尔萨斯-洛林并入德国。意大利还被允许在法国东南部拥有一小块占领区。法国被允许以维希法国的形式继续存在，维希法国是前法兰西共和国的一个残余国家，由菲利普·贝当领导。维希政权被允许保留其殖民帝国和海军舰队，这是希特勒为数不多的让步之一。
在六周的战斗中，盟军总共有超过375,000人伤亡，还有1,800,000名士兵成为战俘。与此同时，德国的死亡人数为43,110人，受伤人数为111,000人。希特勒预计在征服法国的过程中将有一百万人死亡，而极低的伤亡和法国的迅速失败导致德国人民的士气大幅提高。随着战斗的结束，德国开始考虑如何解决英国的问题。如果英国拒绝同意和平条约，一个选择就是入侵。然而，纳粹德国海军在挪威遭受了严重损失，甚至为了考虑两栖登陆，德国空军必须首先获得制空权。

## 1941年–1944年：插曲

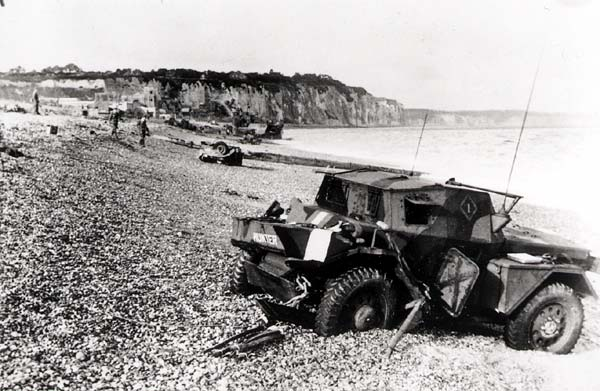
1942年8月19日迪耶普战役后的圆石滩和悬崖，一辆侦察车被遗弃。

由于德国空军无法在不列颠空战中击败英国皇家空军，入侵英国不再被视为一种选择。当德国军队的大部分被集结起来入侵苏联时，大西洋壁垒的建设开始了，德国沿着英吉利海峡到法国海岸修建了一系列防御工事，这是为了应对盟军入侵法国而建造的。
由于跨海峡入侵将面临巨大的后勤障碍，所以盟军最高指挥部决定对法国海岸进行一次练习攻击。1942年8月19日，盟军开始对迪耶普发动突袭。登陆部队大多数是加拿大军队，还有一些英国特遣队，少量的美国军队和自由法国军队，以及英国和波兰海军支持。这次的袭击是一场灾难，盟军几乎伤亡了三分之二。然而，这次行动的结果使盟军学到了很多东西，这些教训将在随后的入侵中得到很好的利用。
两年来，除了特别行动执行处（SOE）和战略情报局（OSS）协助的小规模的突击队突袭和抵抗组织的游击行动外，西线没有发生任何大规模战斗。与此同时，盟军将战争引向德国本土，美国第八航空队轰炸德国，英国皇家空军轰炸机司令部选择夜间进行战略轰炸。盟军的大部分军队都驻扎在地中海，寻求打通印度洋航线并占领福贾机场综合体。
1942年10月3日夜间对萨克岛的玄武岩行动值得注意，因为在入侵几天后，德国发布了一份宣传公报，暗示至少一名战俘已越狱，两名战俘在拒绝捆绑双手时被枪杀。这种绑住战俘双手的事件促使希特勒决定发布突击队命令，指示所有被俘的突击队员均应按程序处决。

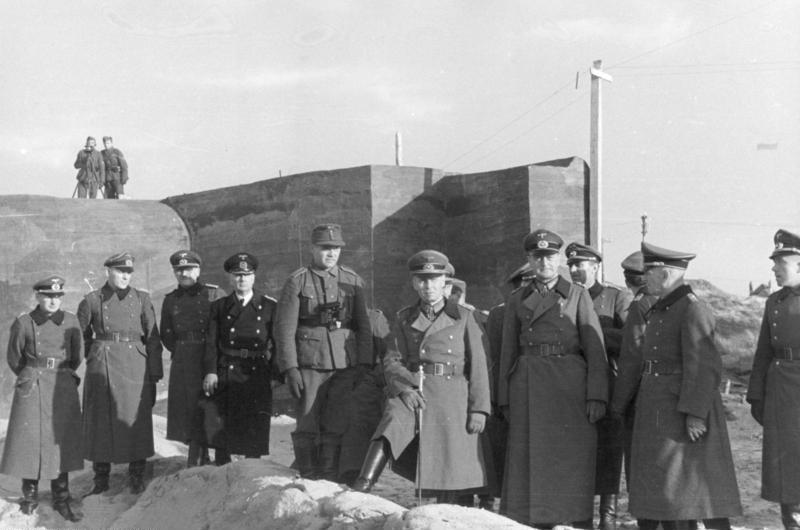
德国陆军元帅埃尔温·隆美尔视察比利时奥斯坦德港附近的大西洋壁垒防御工事

到1944年夏天，当德国指挥官坦率承认盟军入侵预期时，防御盟军入侵部队的部署由西线总司令（总部位于巴黎）指挥。它指挥三个集团：德意志国防军荷兰司令部覆盖荷兰和比利时海岸；B集团军与第15集团军（总部位于图尔昆）覆盖法国北部海岸以及塞纳河以北；第七军团（总部位于勒芒），在塞纳河和卢瓦尔河之间保卫英吉利海峡和大西洋海岸，G集团军群负责比斯开湾海岸和维希法国，其第一集团军（总部位于勒芒）负责卢瓦尔河和西班牙边境之间的大西洋海岸，第十九集团军（总部位于阿维尼翁）负责地中海海岸。
由于无法预测盟军会选择在哪里发动入侵，所以为了获取盟军两栖登陆的时机，德军机动预备队需要大量分散，其中包含了大部分装甲部队，并且每个集团军都分配有机动预备队。B集团军群在法国北部拥有第2装甲师，在巴黎地区拥有第116装甲师，在诺曼底拥有第21装甲师。G集团军群考虑到入侵大西洋沿岸的可能性，分散了其机动预备队，将第11装甲师部署在吉伦特省，将党卫军第2装甲师部署在法国南部城镇蒙托邦周围，并部署第9装甲师驻扎在罗讷河三角洲地区。
德国最高统帅部也保留了大量机动师的后备力量，但这些师分散在大部分地区。其中党卫队第1师仍位于荷兰，党卫队第12师，希特勒青年团和装甲教导师位于荷兰巴黎-奥尔良地区，因为诺曼底海岸防御区被认为是最有可能入侵的地区。党卫军第17师位于卢瓦尔河以南、图尔附近。

## 1944年–1945年：盟军开辟第二战场

### 盟军登陆诺曼底

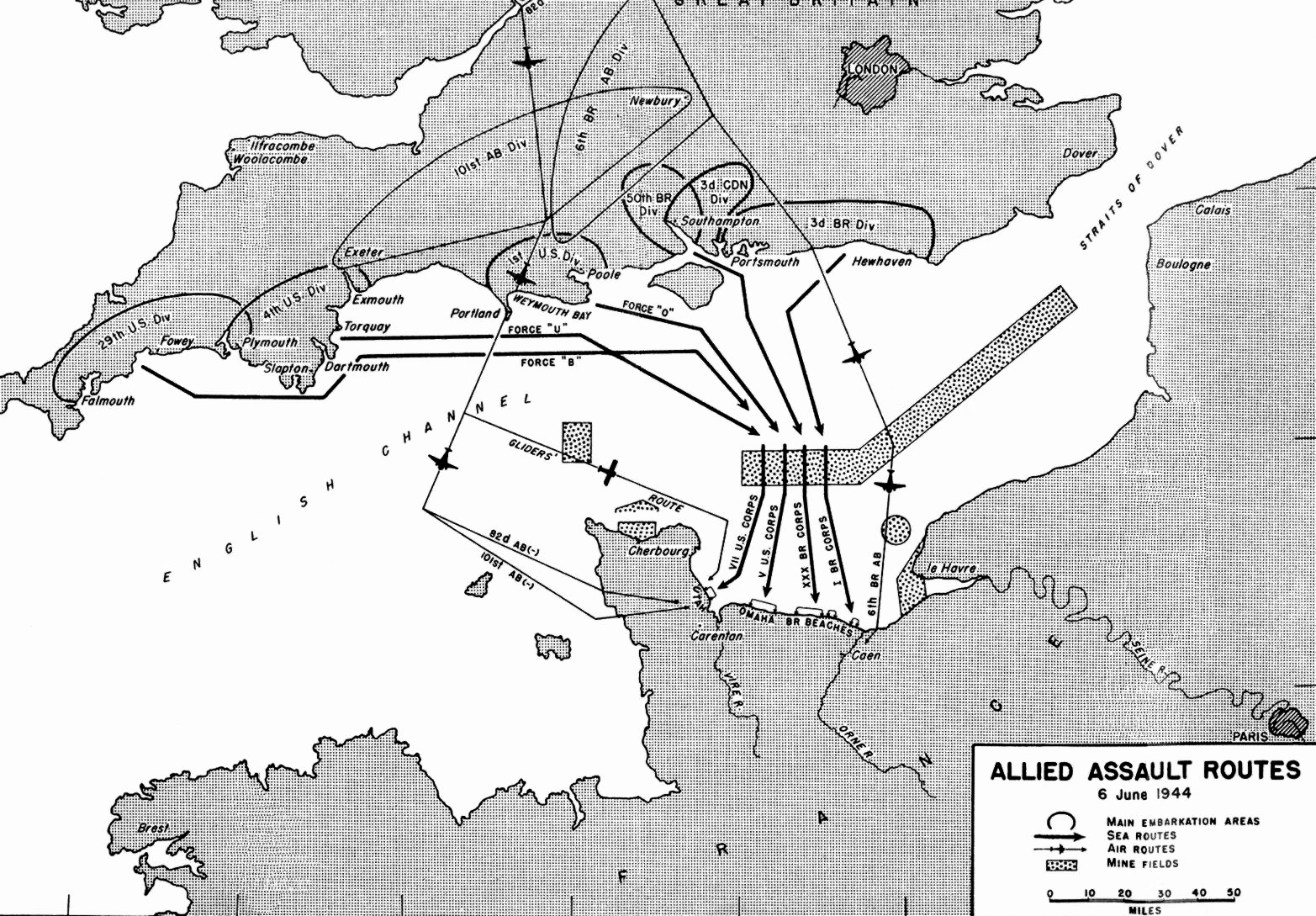
诺曼底登陆的路线

1944年6月6日，盟军发起霸王行动（也称“诺曼底登陆”）。早先的欺骗计划“坚忍行动”和“保镖行动”使德国相信入侵将发生在加来海峡，而真正的目标是诺曼底。在进行了两个月的缓慢战斗后，眼镜蛇行动使美军得以在营地的西线突围。不久之后，盟军就穿越了法国并将大约20万德军包围在法莱兹包围圈，希特勒拒绝战略撤退，最后为时已晚。大约150,000名德军得以逃离法莱兹包围圈，但他们留下了大部分不可替代的装备，并有50,000名德军被杀或被俘。
诺曼底登陆之前，盟军就一直在争论是走宽战线还是走窄战线。如果英国在发起古德伍德行动并沿着海岸推进时，已经突破了卡昂周围的诺曼底桥头堡（或滩头阵地），那么事实可能会让争论选择狭窄的战线。然而，随着桥头堡西端眼镜蛇行动的突围，包括英国和加拿大部队在内的第21集团军群向东转向比利时、荷兰和德国北部，而美国第十二集团军则向东进发。经法国东部、卢森堡和德国鲁尔区向南推进，迅速形成广阔的战线。由于这是盟军最高指挥官德怀特·D·艾森豪威尔将军和大多数美国高级指挥官所青睐的战略，因此很快就被采纳了。

### 法国解放

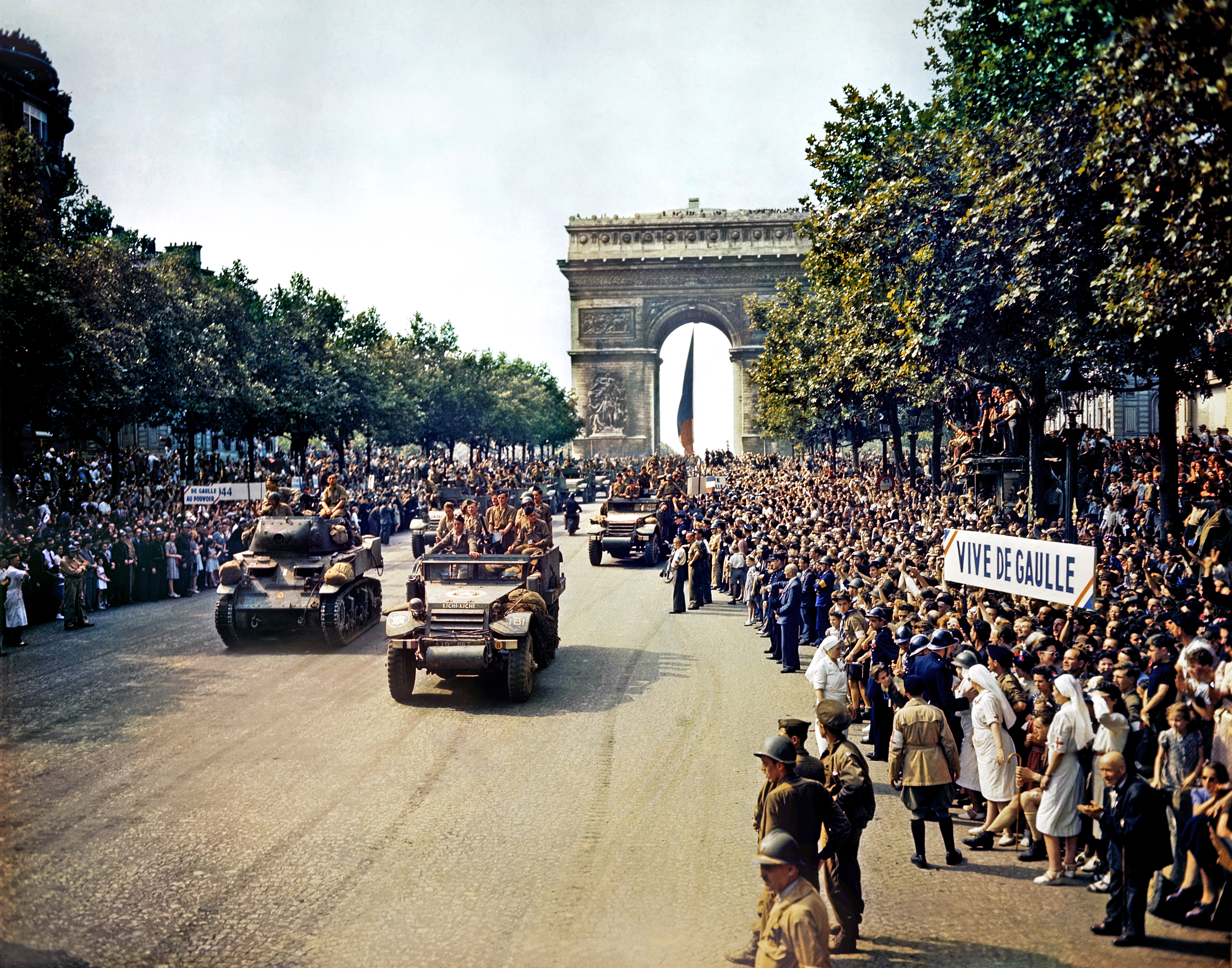
1944年8月26日，巴黎解放后，成群结队的法国人聚集在香榭丽舍大街上。

8月15日，盟军发起龙骑兵行动——入侵土伦和戛纳之间的法国南部。美国第七军团和法国第一集团军组成的美国第六集团军群迅速巩固了这一滩头阵地，并在两周内解放了法国南部，然后他们沿着罗讷河谷向北移动。直到在孚日山脉遇到重新集结的德军时，他们的前进速度才减慢。
在法国的德军现在面临着三个强大的盟军集团军：北部是伯纳德·蒙哥马利元帅指挥的英国第21集团军，中部是奥马尔·布拉德利将军指挥的美国第12集团军，南部是美国第6集团军群，由雅各布·L·德弗斯中将指挥。到9月中旬，从南方推进的第6集团军群与从西边推进的布拉德利编队发生接触，德弗斯部队的总体控制权从地中海的空军总部转移到了艾森豪威尔的中央指挥之下。
在南北两面夹击下，德军节节败退。8月19日，法国抵抗运动 (FFI) 组织了一场全面起义，并于8月25日解放了巴黎，迪特里希·冯·肖尔蒂茨将军接受了法国的最后通牒并向自由法国第二装甲师司令菲利普·勒克莱尔将军投降并无视希特勒的命令，即巴黎应该被坚守到最后并被摧毁。
法国北部和比利时，荷兰，卢森堡三国的解放对于伦敦和英格兰东南部的居民来说具有特殊意义，因为它剥夺了德国发射机动V-1导弹和V-2火箭的发射场地。
随着盟军向法国挺进，他们的补给线已经达到了极限。盟军卡车运输公司的运输卡车根本无法将足够的物资从诺曼底的港口设施运送到前线，而到了9月，盟军已接近德国边境。
法国西南部未在诺曼底投入战斗的德军部队撤退，要么向东撤往阿尔萨斯（有时直接越过美国第6集团军群的前进方向），要么进入港口，意图阻止盟军获得。由于港口被认为不值得付出太多努力，因此被破坏，但波尔多除外，波尔多于1945年5月被埃德加·德·拉尔米纳特将军（尊者行动）领导的法国军队解放。

### 盟军从巴黎向莱茵河推进

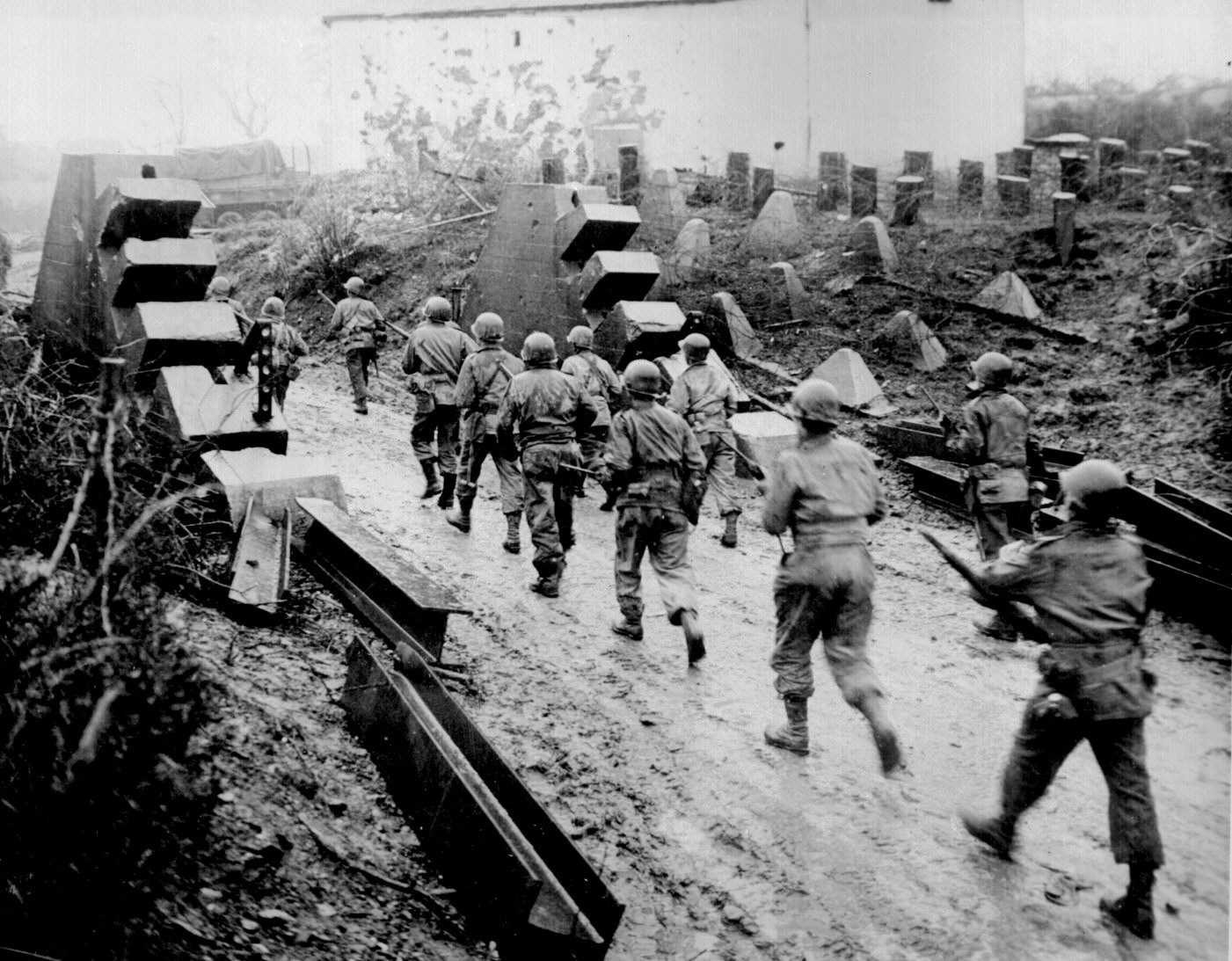
美国士兵踏过齐格菲防线

西线的战斗似乎趋于稳定，盟军的进攻在齐格菲防线（西墙）和莱茵河南岸陷入停滞。从九月初开始，美军开始缓慢而血腥地穿过赫特根森林以突破防线。
9月4日，英国陆军第11装甲师解放了安特卫普港。然而，它位于斯海尔德河口的尽头，因此在其通道清除德军戒备森严的阵地之前无法使用。在斯海尔德河战役期间，盟军在“折返行动”中清理了斯海尔德河南岸的布雷斯肯地区，伤亡惨重。接下来是一场乏味的清理占据河口半岛的战役，最后是11月对瓦尔赫伦岛的两栖攻击。清理斯海尔德河口的战役和雉鸡行动对盟军来说是决定性的胜利，因为它大大改善了直接从安特卫普运送物资的情况，因为安特卫普比诺曼底海滩距离前线要近得多。
十月，美国决定不能只在亚琛投入兵力并将它陷入围困，因为它威胁到了美国第九集团军的侧翼。由于它是第一个面临被占领的德国主要城市，希特勒下令不惜一切代价守住这座城市。在随后的战斗中，这座城市被占领，双方伤亡5,000人，另有5,600名德国战俘。
在阿登以南，美军从9月一直战斗到12月中旬，将德军赶出洛林并从齐格菲防线后方赶出。面对德军增援、补给短缺和不利的天气，美军渡过摩泽尔河并攻占梅斯要塞的过程是困难的。9月和10月期间，盟军第6集团军群（美国第七集团军和法国第一集团军）在孚日山脉进行了一场艰难的战役，由于德军顽强抵抗，进展缓慢。11月，德国战线在压力下崩溃，盟军突然发动进攻，解放了贝尔福、米卢斯和斯特拉斯堡，并将军队部署在莱茵河沿岸。德军设法守住了莱茵河西岸以科尔马市为中心的一个大型桥头堡（科尔马口袋）。11月16日，盟军发起了名为“女王行动”的大规模秋季攻势。盟军的攻势再次穿过许尔特根森林，将德军逼至鲁尔河，但未能实现夺取鲁尔水坝并为通往莱茵河铺平道路的核心目标。随后，盟军的行动被德国的阿登攻势取代。

### 市场花园行动

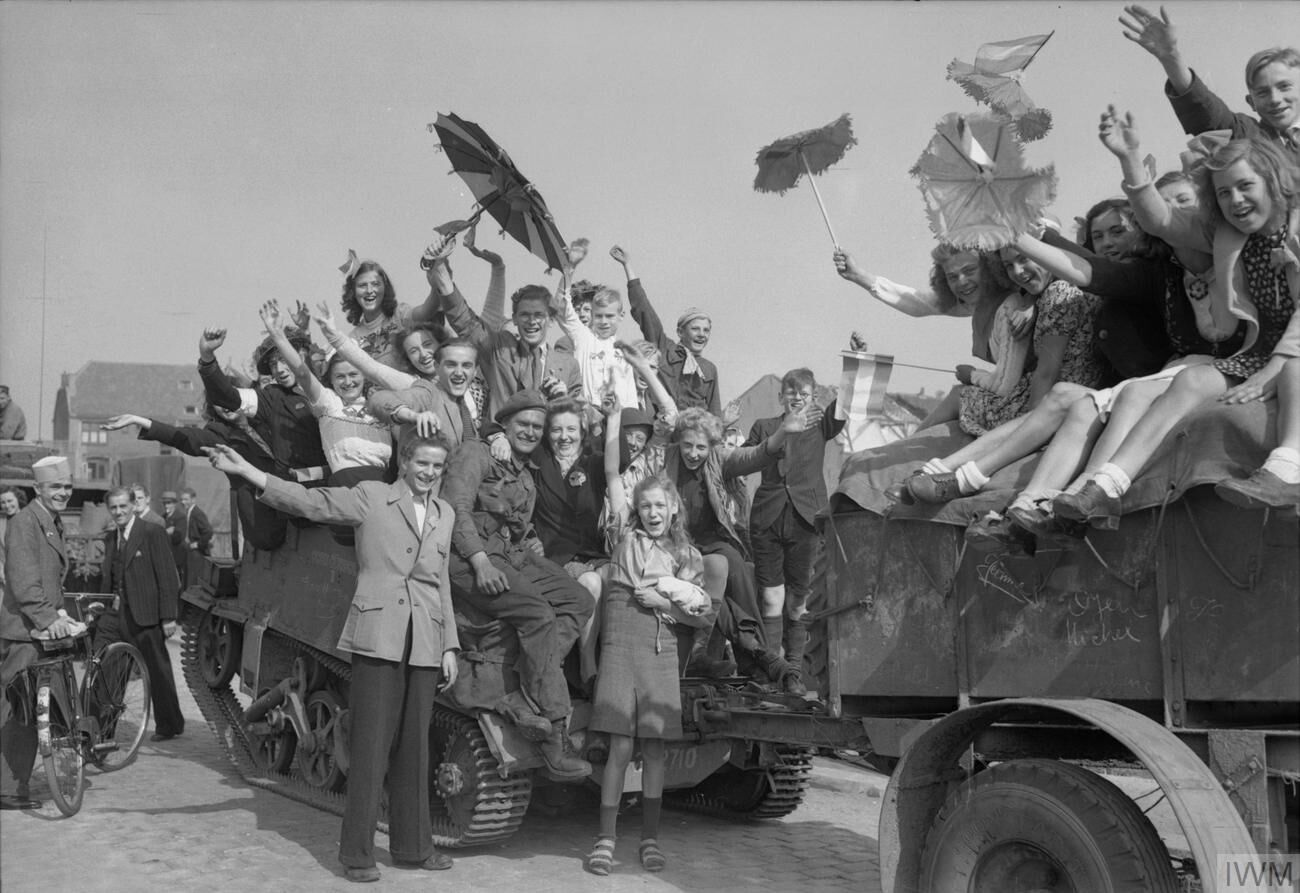
荷兰平民庆祝埃因霍温的解放

9月4日，英国第11装甲师解放了安特卫普港。指挥第21集团军的陆军元帅伯纳德·蒙哥马利爵士说服盟军最高统帅部发动一次大胆的进攻“市场花园行动”，他希望这次行动能让盟军渡过莱茵河并形成他所青睐的狭窄战线。空降部队将从英国飞来，占领荷兰三个主要城市的主要河流上的桥梁；埃因霍温、奈梅亨和阿纳姆。英国第30军将沿马斯-斯海尔德运河突破德军防线，并与驻扎在埃因霍温的美国陆军第101空降师、驻扎在奈梅亨的美国陆军第82空降师以及驻扎在阿纳姆的英国陆军第1空降师的空降部队会师。如果一切顺利的话，第30军将毫无障碍地挺进德国并且能够越过7座空降桥中的6座，但无法与阿纳姆莱茵河大桥附近的部队会合。
但结果是英国第一空降师在阿纳姆战役中几乎全军覆没，造成近8,000人伤亡。攻势结束时，阿纳姆仍掌握在德军手中，而盟军则控制着从比利时边境到奈梅亨和阿纳姆之间地区的延伸突出部。十月初，德军夺回突出部的尝试以失败告终。

### 冬季反攻

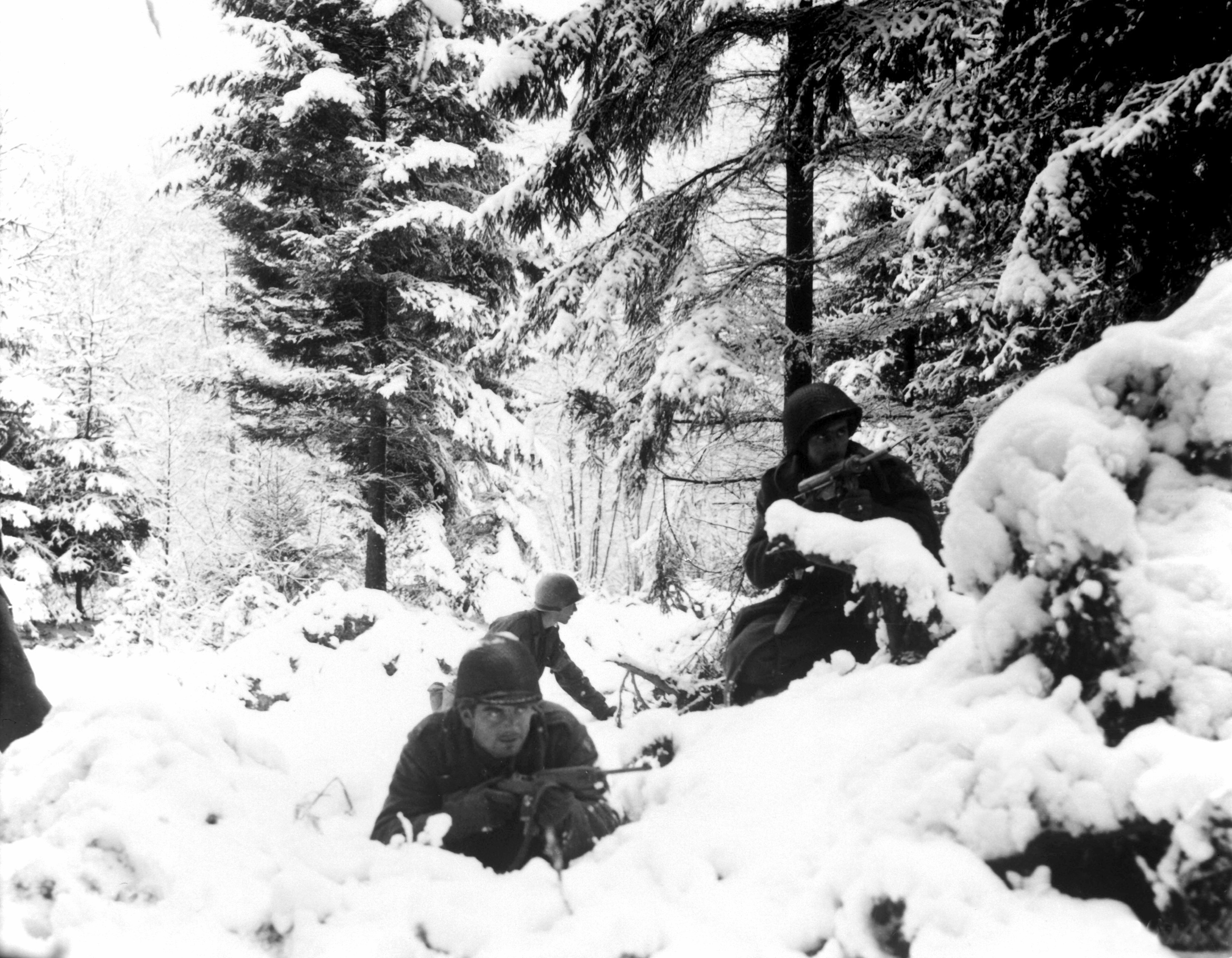
突出部战役期间，美国士兵在阿登地区占据防御阵地

自盟军从诺曼底登陆以来，德国一直准备在西方发动大规模反攻。这个名为“守望莱茵河”的计划是穿过阿登地区进攻并向北到达安特卫普，分裂美国和英国军队。攻击于12月16日开始，后来被称为“突出部战役”。保卫阿登地区的是美国第一集团军的部队。最初的成功是在恶劣天气下获得了盟军空军的掩护，导致德军渗透超过80公里，距离默兹河不到16公里。盟军出其不意地重新集结，德军被空中和陆地联合反击阻止，最终于1945年1月25日将他们推回出发点。
1945年1月1日，德军向阿尔萨斯发动了第二次规模较小的攻势。为了夺回斯特拉斯堡，德军在多个地点攻击了第6集团军群。由于为了应对阿登地区的危机，盟军的战线已经严重拉长，因此，阻止和击退诺德温德的攻势是一件代价高昂的事情，持续了近四个星期。盟军的反击又将前线恢复到德国边境地区，并摧毁了科尔马口袋。

### 入侵德国

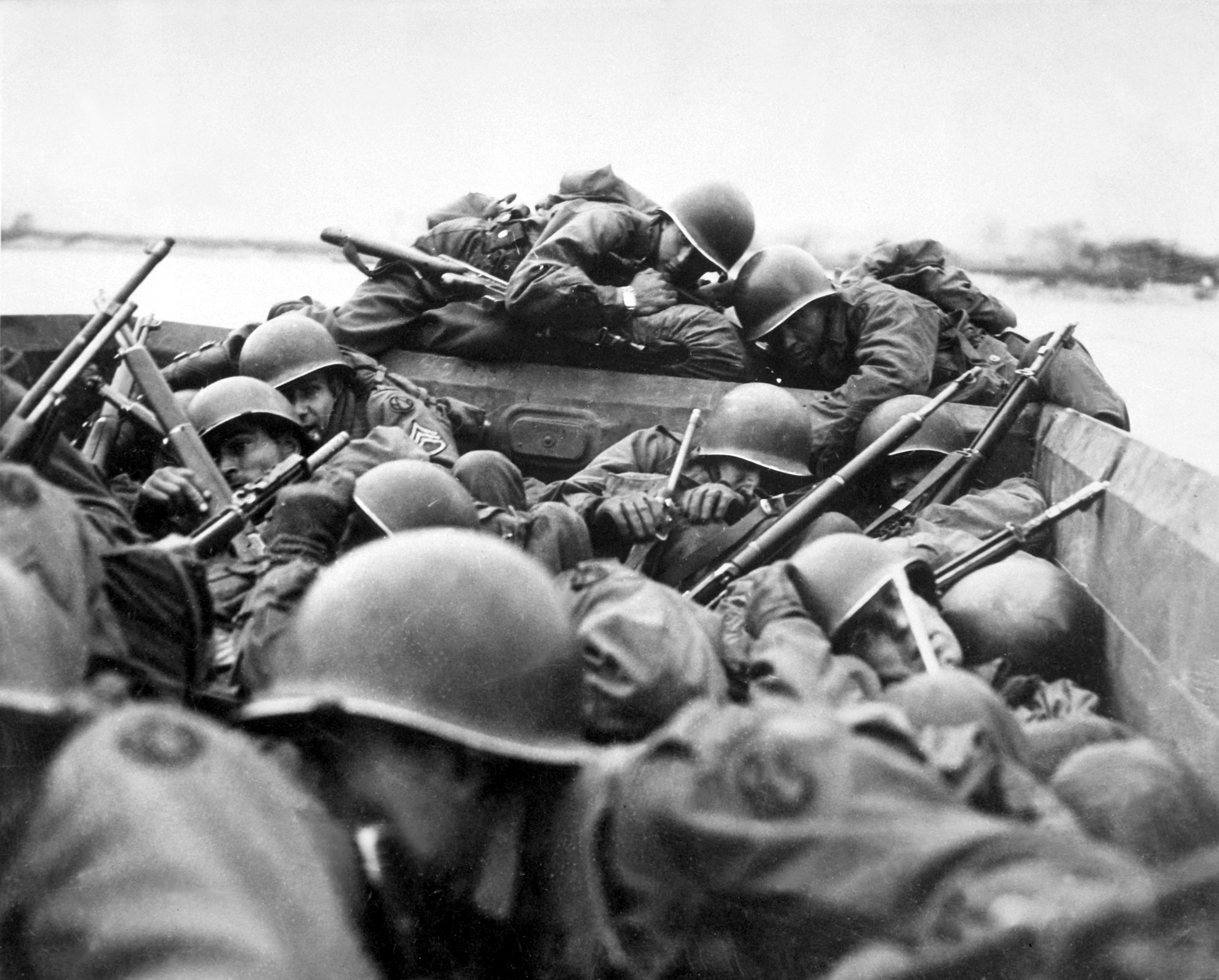
美军士兵乘坐突击艇穿越莱茵河

1945年1月，在布莱克考克行动中，海因斯贝格和鲁尔蒙德之间的罗尔河上的德军桥头堡被清除。随后，加拿大第一集团军在“真实行动”中从荷兰奈梅亨地区推进，美国第九集团军在“手榴弹行动”中越过鲁尔河。“名副其实”和“手榴弹”原计划于1945年2月8日开始，但由于德国人摧毁了上游鲁尔大坝的大门，淹没了鲁尔山谷，“手榴弹计划”被推迟了两周。陆军元帅格尔德·冯·伦德施泰特请求允许从莱茵河以东撤退，认为进一步的抵抗只会推迟不可避免的事情，但希特勒命令部队必须所在的地方作战。
2月23日，当洪水退去、美国第九集团军能够渡过鲁尔河时，其他盟军部队也已接近莱茵河西岸。留在西岸的冯·伦德施泰特的师在“莱茵兰战役”中被打得支离破碎，28万人被俘。1945年2月和3月盟军进军莱茵河的战役中，德国人的顽强抵抗导致大量人员被俘，付出了高昂的代价，总损失估计达400,000人。当他们准备在三月底渡过莱茵河时，西方盟军已经在西欧俘虏了1,300,000名德国士兵。
跨越莱茵河是在四个地点实现的：
- 一次是德军未能炸毁雷马根的鲁登道夫桥，美军抓住了一次机会；一次是仓促进攻，两次是有计划的。布拉德利和他的部下迅速利用了3月7日的雷马根渡口，并将桥头堡扩大为全面的渡口。

- 布拉德利告诉巴顿将军，他的美国第三集团军一直在普法尔茨作战，“夺取莱茵河”。3月22日晚，第三集团军就这样做了，渡河在美因茨以南的奥本海姆进行了仓促进攻。

- 在北方，“战利品行动”是英国第21集团军群于3月23日夜间在里斯和韦塞尔渡过莱茵河的突击行动的名称。其中包括历史上最大规模的空降行动，代号为“大学行动（英语：Operation Varsity）”。英军渡河的地方，其宽度是美军渡河地点的两倍，水量也高得多，蒙哥马利认为只有经过精心策划的行动才能渡河。

- 美国第7集团军于3月26日跨莱茵河袭击曼海姆和沃尔姆斯之间的地区。法国第一集团军在施派尔完成了第五次规模小得多的跨越。

盟军越过莱茵河后，英军向东北方向呈扇形散开，穿过易北河，向汉堡前进，然后向丹麦和波罗的海进发。经过一周的战斗，英军于4月26日占领了不莱梅。5月2日，英国和加拿大伞兵先于苏联军队抵达波罗的海城市维斯马。自突出部战役以来，美国第九集团军一直受英国指挥，作为鲁尔包围圈的北部钳形部队南下，并向东推进部队。第九集团军第十九军于4月18日占领马格德堡，北部的美国第十三军占领了施滕达尔。
美军第12集团军群呈扇形展开，第1集团军北上，作为鲁尔区包围圈的南夹钳。4月4日，包围圈完成，第9集团军恢复由布拉德利第12集团军指挥。瓦尔特·莫德尔元帅指挥的德国B集团军被困在鲁尔区，30万名士兵沦为战俘。随后，美国第九集团军和第一集团军转向东边，并于四月中旬推进至易北河。在向东推进的过程中，美因河畔法兰克福、卡塞尔、马格德堡、哈勒和莱比锡等城市得到了由正规军、高射炮部队、人民冲锋队和武装纳粹党辅助人员组成的德国临时驻军的强力防守。艾森豪威尔和布拉德利将军的结论是，越过易北河是没有意义的，因为德国东部无论如何都注定会被苏联红军占领。第一集团军和第九集团军沿易北河和穆尔德河停留，于四月下旬与易北河附近的苏军进行了接触。美国第三集团军已向东呈扇形展开，进入捷克斯洛伐克西部，并向东南进入巴伐利亚东部和奥地利北部。到胜利日，美国第12集团军群已由四个集团军（第一、第三、第九和第十五）组成，人数超过130万人。

### 西方盟国的最后行动
艾森豪威尔将军的军队在1945年4月上旬向柏林推进时，面临着从几乎不存在到狂热的抵抗，柏林距离他们的阵地200公里。英国首相温斯顿·丘吉尔敦促艾森豪威尔和蒙哥马利指挥下的第21集团军群继续向柏林挺进，意图夺取该城。甚至巴顿也同意丘吉尔的观点，认为他应该下令进攻这座城市，因为蒙哥马利的军队可以在三天内到达柏林。英国和美国在袭击前考虑进行空降行动。在“日食”行动中，第17空降师、第82空降师、第101空降师和一个英国旅将占领滕珀尔霍夫、朗斯多夫、加托、斯塔肯和奥拉宁堡机场。在柏林，帝国旗帜抵抗组织确定了盟军伞兵可能的空投区，并计划引导他们穿过德国防御进入城市。
布拉德利警告说，占领位于苏联在雅尔塔会议上已经取得地区的一座城市可能会造成10万人伤亡，到4月15日，艾森豪威尔命令所有军队在到达易北河和穆尔德河时停止行动。战争又持续了三周，而他们却是先头部队。随后第21集团军群被命令向东北方向向不来梅和汉堡移动。当美国第九集团军和第一集团军坚守从马格德堡经莱比锡到捷克斯洛伐克西部时，艾森豪威尔命令三支盟军野战军（法国第一集团军、美国第七集团军和第三集团军）进入德国东南部和奥地利。英国第八集团军从意大利北部挺进，推进到南斯拉夫边境，击败了那里剩余的德军。后来与南斯拉夫军队引发了一些摩擦，特别是在的里雅斯特周围。

### 德意志第三帝国的终结

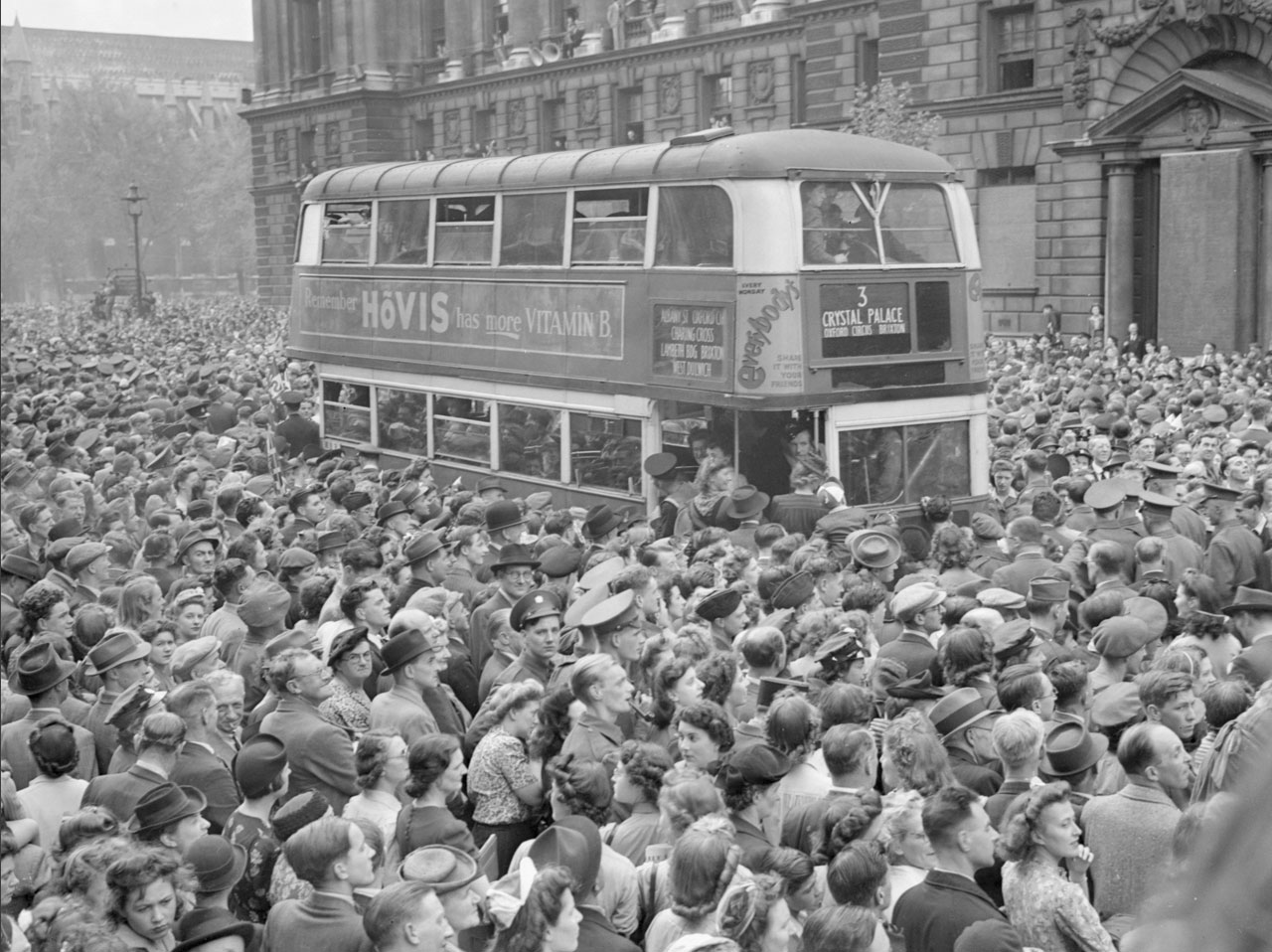
1945年5月8日，人们聚集在白厅聆听温斯顿·丘吉尔的胜利演讲并庆祝欧洲战争的胜利

美国第六集团军群面向西南呈扇形展开，穿过巴伐利亚到达瑞士东部，进入奥地利和意大利北部。黑森林和巴登被法国第一集团军占领。确定的阵地是4月，德军在海尔布隆、纽伦堡和慕尼黑发动了进攻，但几天后就被击退。美国第3步兵师的部队是第一批抵达贝希特斯加登的盟军部队，并确保了贝希特斯加登的安全，而法国第2装甲师则在1945年5月4日占领了伯格霍夫（希特勒的阿尔卑斯山住所）。5月5日，德国G集团军在巴伐利亚州哈尔向美军投降。1945年5月4日，蒙哥马利元帅在汉堡、汉诺威和不莱梅之间的吕讷堡荒原上宣布了驻荷兰、德国西北部和丹麦的所有德国军队的军事投降。德意志第三帝国的新任帝国总统（国家元首）卡尔·邓尼茨元帅宣布投降，标志着第二次世界大战欧洲战争已经结束。
5月7日，艾森豪威尔在兰斯总部从德国参谋长阿尔弗雷德·约德尔将军手中接过所有德国军队向西方盟国和苏联无条件投降的决定。弗朗茨·博梅将军宣布驻挪威的德军无条件投降。同一天，陆军元帅威廉·凯特尔，作为最高统帅部的负责人，也是约德尔的上级，被带到卡尔肖斯特的格奥尔基·朱可夫元帅那里，并签署了另一份投降书，该书与在兰斯签署的投降书基本相同，只是根据苏联的要求做了两处小补充。

## 伤亡

### 同盟国
得益于出色的管理和工业潜力，盟军遭受的损失相对较低：1,093,000人死亡/受伤/失踪。除了大约200万战俘，大部分是法国人。美国损失最高：147,783人死亡和失踪，365,086人受伤，73,759人被俘。法国损失相对较高：132,590人死亡或失踪，约300,000人受伤，1,454,730人被俘。英国损失58,000人，近111,000人受伤，56,000人被俘。其余盟国损失284,000人阵亡、受伤和被俘（其中24,000人阵亡和失踪）。

### 轴心国
德国的损失更难处理，因为不同消息来源声称的信息相互矛盾。根据乔治·马歇尔的说法，德国损失了263,000人。德国历史学家鲁德格·奥弗曼斯还指出了其他数字：1944年西线有244,891人阵亡和失踪。他还声称，在1945年1月至5月的“最后战役”中，德国有1,230,000人阵亡和失踪，其中1/3在西线战场。由于战争接近尾声时士气低落，德军经常投降。与东线德军和日军不同，国防军在1944年至1945年西线防御战中并没有战斗到最后，并且在战败明显时大部分选择投降。到1945年6月上旬，有7,614,790人被关押在战俘营中（其中3,404,950人在德国投降后被解除武装）。